# 雨のち虹色
「雨のち虹色」（あめのちにじいろ）は、ザ・ルーズドッグス feat.大黒摩季名義で発売されたシングル。2008年6月4日にJUNK MUSEUMからリリースされた。

## 概要
NHK教育テレビのアニメ『MAJOR 4thシーズン』後期エンディングテーマ。 

## 収録曲

### 初回限定盤
CD
1. 雨のち虹色
作詞・作曲：前田一平。
2. 雨のち虹色 (MAJOR TV ON AIR Ver)
歌：茂野吾郎(CV:森久保祥太郎)×ザ・ルーズドッグス feat.大黒摩季
3. 雨のち虹色 (Instrumental)

DVD
1. 雨のち虹色 (MUSIC VIDEO)

### 通常盤
CD
1. 雨のち虹色
2. 雨のち虹色 (MAJOR TV ON AIR Ver)
3. 雨のち虹色 (Instrumental)